# Cynoglossum krasniqii
Cynoglossum krasniqii là loài thực vật có hoa trong họ Mồ hôi. Loài này được Wraber mô tả khoa học đầu tiên năm 1986.